# Nathalie Leborgne
Pour les articles homonymes, voir Leborgne.
 (juillet 2012).
Améliorez-le ou discutez des points à vérifier. 
 (novembre 2011).
Nathalie Leborgne, née le 26 mars 1965  à Uccle en Belgique, est une créatrice belge de costumes et styliste costumière pour le cinéma et la télévision.

## Parcours
Diplômée de l'Atelier de stylisme et de création de modes (bachelor et master 2 spécialisé artistique en arts plastiques, visuels et de l’espace, avec distinction de l'école de La Cambre (ENSAV, école nationale supérieure des arts visuels de la Cambre) de Bruxelles en Belgique en 1992 et des humanités artistiques (enseignement secondaire ; Artistiques de transition) en 1984 à l'académie de Bruxelles en Belgique.
Après une formation de deux ans à l’institut des Arts et métiers de Bruxelles en bijouterie et joaillerie avec W.Schuhmeier et parallèlement un contrat d'apprentissage aux côtés d'artisans joailliers des Ateliers Lothaire, anciennement situé 17, rue Darwin dans la Maison-atelier Louise de Hem et construit par l'architecte Ernest Blerot, 
Nathalie Leborgne fait ses premiers pas dans la mode, aux côtés de Kaat Tilley, en 1988, pour laquelle, elle crée et réalise une collection de chapeaux.
Elle présente ses premières collections personnelles en 1996, à Bruxelles, dans le cadre du parcours de stylistes organisé par l'ASBL Modo Brussels (anciennement Modo Bruxellae).
Elle participe également à l'élaboration de messages audiovisuels des tendances de modes des salons textiles, tels que Decosit et Textirama, aux côtés de Francine Pairon ; créatrice et directrice de la section Création de Mode et stylisme de l'école de La Cambre à Bruxelles de 1986 à 1999.
Son intérêt pour les tendances de mode se concrétisera à Paris à partir de 1992 dans différents bureaux de style et de modes, tels que NellyRodi, Peclers aux côtés de Françoise Serralta et au Premier salon mondial des tissus d'habillement Première Vision pour lesquels elles réalisera des maquettes textiles, des cahiers de tendances de modes et des forums textiles pour le salon de la mode internationale.
De 1995 à 2001, elle participe à l'élaboration de scénographies de plusieurs expositions à Paris, Chicago, et dans le château des Rothschild à Genève pour Les Grands Ateliers de France ; l'association des plus grands artisans de France, aux côtés de Jean-Pierre Ollier designer textiles pour C.Lacroix, Dior, Vuitton et Givenchy.
Parallèlement, elle travaille depuis 1996 comme créatrice de costumes, chef costumière et styliste pour des longs métrages d'époques, films historiques et contemporains pour différentes productions de films en Belgique et en Europe...

## Prix et récompenses
- Ensors 2012 au FFO (prix du festival du film flamand)[2] : Meilleurs costumes pour L'Envahisseur de Nicolas Provost.
- Magritte des meilleurs costumes 2019 (prix du Cinéma belge) : 9e Cérémonie des Magritte pour Bye Bye Germany de Sam Garbarski
- Nomination aux Ensors 2022 (FFO): Cool Abdoul de Jonas Baeckeland

## Filmographie

### Création de costumes / Chef costumière
- 1997 : La Carte postale de Vivian Goffette
- 1998 : Avant la nuit de Manno Lanssens
- 1998 : Parabellum d'Olivier Van Hoofstadt [3]
- 1999 : Echo de Frédéric Roullier-Gall
- 2000 : L'Arbre au chien pendu d'Olivier van Malderghem
- 2000 : Le Violon brisé de Alain Schwatzstein
- 2000 : Un enfant, un secret de Paolo Barzman
- 2001 : Vertiges (série télévisée), épisode Les Visions de Julia d'Alain Robak
- 2001 : Mauvais genres de Francis Girod[4]
- 2001 : L'étrange Monsieur Joseph de Josée Dayan
- 2001 : Quai no 1, voiture 13 de Patrick Jamain
- 2002 : T'as voulu voir la mer… de Christian Faure
- 2002 : Zoom no 1 et no 2 de Paolo Barzman
- 2003 : L'Adorable Femme des neiges de Jean-Marc Vervoort [5]
- 2003 : 3 garçons, 1 fille, 2 mariages de Stéphane Clavier
- 2004 : Nom de code DP de Patrick Dewolf
- 2004 : Si j'étais elle de Stéphane Clavier
- 2005 : Trois pères à la maison de Stéphane Kappes
- 2005 : Fishboy de Laurent Michelet
- 2005 : Le piège du Père Noël de Christian Faure
- 2006 : Big City de Djamel Bensalah[6]
- 2006 : Le Lièvre de Vatanen de Marc Rivière [7]
- 2006 : Le Poulain[8] d'Olivier Ringer[9]
- 2007 : C'est mieux la vie quand on est grand de Luc Béraud
- 2007 : Cinéman de Yann Moix
- 2008 : Diamant 13 de Gilles Béat[10]
- 2008 : Mr Nobody de Jaco Van Dormael
- 2008 : Les Larmes d'argent de Mourad Boucif
- 2009 : Rondo d'Olivier van Malderghem
- 2009 : Welcome Home de Tom Heene
- 2010 : À tort ou à raison : d'Alain Brunard [11]
- 2010 : L'Envahisseur[12] de Nicolas Provost
- 2011 : A Farewell to fools de Bogdan Dreyer
- 2011 : The Expatriate de Phillip Stölzl [13]
- 2012 : &ME de Norbert ter Hall
- 2012 : La Confrérie des larmes de Jean-Baptiste Andrea
- 2012 : Emma, Rosa, Marguerite de Éric Godon
- 2012 : Yamdam de Vivian Gofette
- 2013 : Le Traitement (De Behandeling) de Hans Herbots
- 2014 : Benoît Brisefer : Les Taxis rouges de Manuel Pradal
- 2014 : Au cœur de la bataille[14] de Gérard Corbiau
- 2015 : Eternité de Trần Anh Hùng (chef costumière Belgique)
- 2015 : Bye Bye Germany de Sam Garbarski
- 2016 : La Promesse de l'aube d'Éric Barbier (chef costumière Belgique)
- 2016 : Just like my son[15] de Costanza Quatriglio
- 2017 : J'ai perdu Albert de Didier van Cauwelaert
- 2017 : A Girl from Mogadishu de Mary McGuckian
- 2018 : Notre Dame du Nil d'Atiq Rahimi (Costume Supervisor)
- 2019 : La Croix des fiancés de Stéphane Xhrouët
- 2019 : Into the Night  Saison 1 de Inti Calfat et Dirk Verheye
- 2020 : Cool Abdoul de Jonas Baeckeland
- 2020 : Into the Night  Saison 2 de Nabil Ben Yadir et Camille Delamarre
- 2021 : Panzi de Marie-Hélène Roux avec Djimon Hounsou, Tim Roth
- 2022 : The pot au feu  de Tran Anh Hung avec Benoit Magimel, Juliette Binoche (chef costumière)
- 2023 : Milano de Christina Vandekerckhove avec Matteo Simoni
- 2023 : Les Vengeances de Maître Poutifard avec Stéphane Clavier (chef costumière et costume supervisor)
- 2023 : Blood trail Antwerp de Anna-Katharina Maier avec Marie-Lou Sellem
- 2024 : Meurtres à Tournai de Gary Seghers avec Alexia depicker, David Kammenos
- 2024 : Alma de Gary Seghers avec Alexia depicker, Kassim Meesters (pilote)
- 2024 : Un autre père de Pierre Linhart avec Jean Le Peltier (en)
- 2025 : Vital de Gary Seghers et Julien Henry avec Alexia depicker
- 2025 : The Assignment de Patrice Toye avec Mathisse de sutter, Thibaud Dooms

### Assistante costume/Habilleuse cinéma
- 1998 : La Fête du printemps de Coralie Pastor
- 1998 : Le Veilleur de Fred Brival
- 1998 : Les Monos : La Meute de Didier Grousset
- 1999 : Joséphine, ange gardien de Pierre Joassin
- 1999 : La Rivale d'Alain Nahum[16]
- 1999 : Mission protection rapprochée/ Gardiennes d'ange de Gilles Béhat
- 1999 : Tombé du nid d'Édouard Molinaro
- 1999 : Lumumba de Raoul Peck
- 1999 : La Petite absente de José Pinheiro
- 2000 : Regarde-moi de Frédéric Sojcher
- 2000 : La Vérité si je mens ! 2 de Thomas Gilou
- 2002 : Des plumes dans la tête de Thomas de Thier
- 2002 : L'Amant de mes rêves de Christian François
- 2003 : People Jet set 2 de Fabien Onteniente
- 2010 : Hors la loi de Rachid Bouchareb
- 2010 : Libre échange de Serge Gisquière
- 2010 : Rien à déclarer de Dany Boon